# 中华人民共和国国家民族事务委员会
中华人民共和国国家民族事务委员会，简称国家民委，是中华人民共和国国务院主管民族政策的组成部门，由中共中央统战部归口管理。国家民委主要负责管理党和国家民族政策，研究民族学理论，展开民族工作和民族教育，监督实施和完善民族区域自治制度建设，监督办理少数民族权益保障等工作。

## 沿革
1949年，中央人民政府民族事务委员会成立，简称中央民委。1954年，中央人民政府民族事务委员会改称中华人民共和国民族事务委员会。1970年，中华人民共和国民族事务委员会被撤消。1978年，中华人民共和国国家民族事务委员会成立，简称国家民委，此后一直作为国务院组成部门。
根据2018年3月21日中共中央印发的《深化党和国家机构改革方案》中，国家民族事务委员会归口中共中央统战部领导。国家民族事务委员会仍作为国务院组成部门。
2020年8月31日，根据国家发展改革委《关于全面推开行业协会商会与行政机关脱钩改革的实施意见》（发改体改〔2019〕1063号）、《关于做好全面推开全国性行业协会商会与行政机关脱钩改革工作的通知》（联组办〔2019〕2号），原由国家民委主管的中国民族民间工艺美术家协会、中国民族经济对外合作促进会、全国民族中学教育协会、中国西部研究与发展促进会、陇海兰新经济促进会等5家行业协会（商会）与国家民委分离，依法直接登记、独立运行，剥离行政职能，不再设置业务主管单位。取消对其的直接财政拨款，通过政府购买服务等方式支持其发展。
2021年，根据中央机构编制委员会办公室印发的《中央编办关于调整国家民委机构编制的批复》（中编办复字〔2021〕48号），国家民委政策法规司与民族问题研究中心（政策研究室）合并组建国家民委政策法规研究司；监督检查司更名为协调推进司；新组建民族团结促进司。委直属事业单位全国少数民族古籍整理研究室更名为国家民族事务委员会古籍整理研究室。

## 职责
根据《国家民族事务委员会职能配置、内设机构和人员编制规定》，国家民委承担下列职能：
1. 制订有关民族问题的政策、法规，开展民族政策、法规的宣传教育工作，检查民族政策、法规的执行情况。
2. 指导、监督有关民族区域自治制度的建设和民族区域自治法的贯彻实施。
3. 协调民族关系，办理有关保障少数民族各项权利的事宜。
4. 参与制订有关民族地区国民经济和社会发展的中长期规划和年度计划，会同有关部门研究制订民族地区改革开放、发展经济的特殊政策和措施，参与有关少数民族和民族地区的专项贷款、专项资金的分配和使用管理。
5. 会同有关部门推进和协调经济发达地区与民族地区的对口支援，会同有关部门做好民族地区的扶贫工作。
6. 研究民族理论和民族政策，组织协调对全国民族问题的综合调查研究。
7. 参与研究制订发展少数民族和民族地区教育、文化、科技、卫生、体育等事业的方针、政策和规划，管理所属民族院校和文化事业单位。
8. 管理全国少数民族语言文字工作和民族古籍整理工作，指导少数民族语言文字的翻译和编辑出版工作。
9. 协助组织、人事部门做好少数民族干部的培养、教育和使用工作，联系少数民族干部。
10. 研究世界民族情况，开展有关少数民族的对外宣传工作，参与办理涉及联合国反对种族歧视等国际条约的有关事务；管理有关的涉外事务，办理居住国外的少数民族同胞回国探亲、旅游、定居和组织接待国内少数民族学习、参观、考察等事宜。
11. 指导各省、自治区、直辖市民族事务委员会的业务工作，加强同民族自治地方的联系。
12. 承办国务院交办的其他事项。

## 机构设置
根据《国家民族事务委员会职能配置、内设机构和人员编制规定》、《中央编办关于调整国家民委机构编制的批复》（中编办复字〔2021〕48号），国家民委设置下列机构：

### 内设机构
- 办公厅
- 协调推进司
- 理论研究司
- 政策法规司
- 民族团结促进司
- 共同发展司
- 文化宣传司
- 教育司
- 国际交流司（港澳台办公室）
- 人事司
- 机关党委
- 离退休干部局

### 直属事业单位

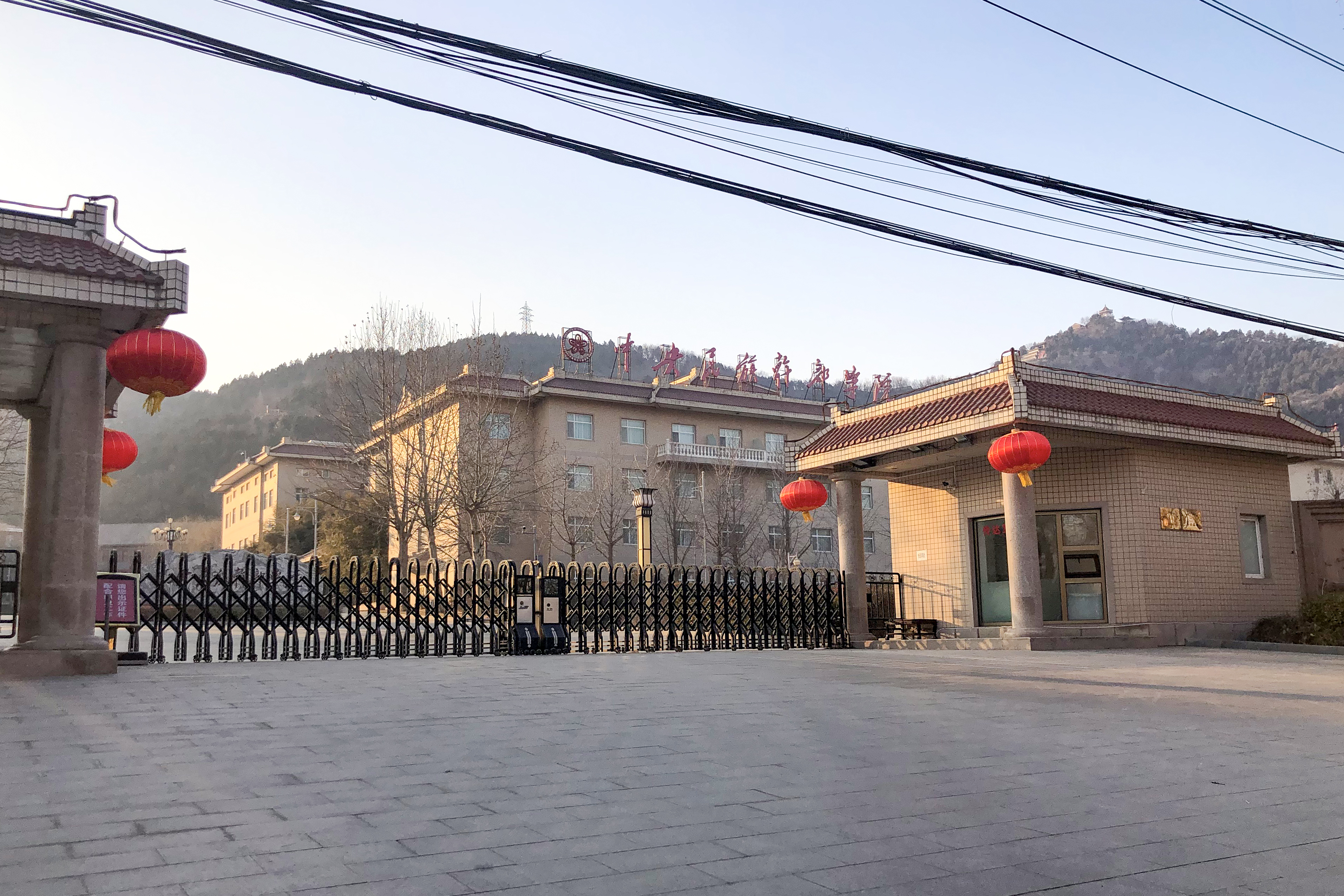
中央民族干部学院

- 舆情中心
- 古籍整理研究室
- 机关服务中心（机关服务局）

#### 直属文化事业单位
- 中央民族干部学院
- 中国民族语文翻译中心（中国民族语文翻译局）
- 中央民族歌舞团
- 民族出版社
- 民族画报社
- 民族团结杂志社
- 民族文化宫
- 中国民族博物馆
- 中国民族报社

#### 直属高等学校
- 中央民族大学
- 中南民族大学
- 西南民族大学
- 西北民族大学
- 北方民族大学
- 大连民族大学

### 直属企业单位
- 中国民族文化出版社有限公司

## 历任领导
委员会主任
| 姓名                                 | 籍贯                           | 照片                           | 上任                           | 卸任                           | 時任其他职务 | 最高职务                                                                              | 备注                           |
| 中央人民政府民族事务委员会主任       | 中央人民政府民族事务委员会主任 | 中央人民政府民族事务委员会主任 | 中央人民政府民族事务委员会主任 | 中央人民政府民族事务委员会主任 | 中央人民政府民族事务委员会主任 | 中央人民政府民族事务委员会主任                                                        | 中央人民政府民族事务委员会主任 |
| ------------------------------------ | ------------------------------ | ------------------------------ | ------------------------------ | ------------------------------ | --- | ------------------------------------------------------------------------------------- | ------------------------------ |
| 李维汉                               | 湖南长沙县                     |                                | 1949年10月19日                 | 1954年9月28日                  | 政务院秘书长、中共中央统战部部长 | 中共中央政治局常委、全國人大常委會副委員長、全國政協副主席、 中共中央顧問委員會副主任 | 副国级；汉族                   |
| 中华人民共和国民族事务委员会主任     |                                |                                |                                |                                | |                                                                                       |                                |
| 乌兰夫 上将                          | 内蒙古土默特左旗               |                                | 1954年9月28日                  | 1970年6月22日                  | 国务院副总理 中共中央华北局第二书记、内蒙古自治区党委第一书记、人民委员会主席、政协主席、内蒙古军区司令员兼政治委员、内蒙古大学校长 1956年起为中共中央政治局候补委员、国务院副总理、内蒙古自治区党委第一书记、人民委员会主席、政协主席、内蒙古军区司令员兼政治委员、内蒙古大学校长 | 國家副主席                                                                            | 副国级；蒙古族                 |
| 中華人民共和國國家民族事務委員會主任 |                                |                                |                                |                                | |                                                                                       |                                |
| 楊靜仁                               | 甘肃兰州                       |                                | 1978年3月5日                   | 1986年1月20日                  | 中共中央统战部部长 1980年9月10日起為國務院副總理、中共中央統戰部副部長 1983年6月起為全國政協副主席、中共中央統戰部副部長 1985年起為全國政協副主席 |                                                                                       | 副國級；回族                   |
| 司馬義·艾買提                        | 新疆策勒                       |                                | 1986年1月20日                  | 1998年3月18日                  | 1988年4月起為全國政協副主席 1993年起為國務委員 | 全國人大常委會副委員長                                                                | 副國級；維吾爾族               |
| 李德洙                               | 吉林汪清                       |                                | 1998年3月18日                  | 2008年3月17日                  | 中共中央統戰部副部長 |                                                                                       | 朝鮮族                         |
| 楊晶                                 | 内蒙古准格尔旗                 |                                | 2008年3月17日                  | 2013年3月16日                  | 中共中央統戰部副部長 2012年11月起為中共中央書記處書記 | 國務委員兼國務院秘書長                                                                | 副國級；蒙古族                 |
| 王正偉                               | 宁夏同心                       |                                | 2013年3月16日                  | 2016年4月28日                  | 全國政協副主席、中共中央統戰部副部長 | 全國政協副主席                                                                        | 回族                           |
| 巴特爾                               | 辽宁康平                       |                                | 2016年4月28日                  | 2020年12月26日                 | 2018年3月起為全國政協副主席 | 全國政協副主席                                                                        | 蒙古族                         |
| 陳小江                               | 浙江龙游                       |                                | 2020年12月26日                 | 2022年6月24日                  | 中共中央統戰部副部長 | 中共中央統戰部常務副部長                                                              | 漢族                           |
| 潘岳                                 | 江苏南京                       |                                | 2022年6月24日                  | 现任                           | 中共中央統戰部副部長 |                                                                                       | 漢族                           |

中华人民共和国国家民族事务委员会副主任
……
- 陈改户（2012年6月15日－2020年4月15日）
- 刘慧（2016年7月19日－2022年9月15日，兼党组副书记，正部长级；女、回族）
- 赵勇（2018年10月12日－2023年3月16日）
- 郭卫平（2019年2月15日－）
- 边巴扎西（2020年7月27日－；藏族）
- 段毅君（2023年7月26日－）

## 委员制度
国家民族事务委员会兼职委员单位是：发展改革委、教育部、科技部、工业和信息化部、公安部、民政部、财政部、人力资源社会保障部、国土资源部、环境保护部、住房城乡建设部、交通运输部、农业部、商务部、文化部、卫生计生委、人民银行、国资委、税务总局、新闻出版广电总局、体育总局、食品药品监管总局、统计局、旅游局、宗教局、法制办、新闻办、银监会、证监会、中医药局、扶贫办、中国铁路总公司。
兼职委员单位的主要职责是：围绕共同团结奋斗、共同繁荣发展的民族工作主题，坚持和完善民族区域自治制度，全面贯彻党和国家的民族政策，巩固和发展平等、团结、互助、和谐的社会主义民族关系；根据本部门的职能，深入调查研究，积极采取有效措施，解决民族工作面临的突出问题和特殊困难，支持少数民族和民族地区加快发展，促进民族地区与全国同步建成小康社会。

## 业务

### 民族识别工作
- 第一阶段，从1949年至1954年，首先认定蒙古、回、藏、满、维吾尔、苗、彝、壮、布依、朝鲜、侗、瑶、白、哈尼、哈萨克、傣、黎、傈僳、佤、拉祜、高山、水、东乡、纳西、景颇、柯尔克孜、土、羌、撒拉、锡伯、塔吉克、乌孜别克、俄罗斯、鄂温克、鄂伦春、保安、裕固、塔塔尔等38个少数民族。
- 第二阶段：从1954年至1964年全国第二次人口普查。新确定了15个少数民族，即土家、畲、达斡尔、赫哲、仫佬、布朗、仡佬、阿昌、普米、怒、崩龙（后改名为德昂）、独龙、京、毛难（后改名为毛南）、门巴；同时，将普查中自报的74个族体分别归并到53个少数民族中。
- 第三阶段：从1965年至1982年第三次全国人口普查。1965年认定了西藏珞瑜地区的珞巴族，1979年认定了云南基诺山的基诺族。至此，使中国民族增加到56个。
- 第四阶段：从1982年第三次全国人口普查。据统计，自1982年以来，全国恢复、更改民族成份的人数在1200万人以上。